# Rock Your Baby
Rock Your Baby è una brano musicale disco scritto da Harry Wayne Casey e da Richard Finch dei KC and the Sunshine Band e inciso da George McCrae nel 1974, pubblicato dalla TK Records.

## Accoglienza
Il singolo ha raggiunto la prima posizione della classifica Billboard Hot 100 per due settimane nel luglio 1974 e ha raggiunto la vetta della classifica R&B, entrambe statunitensi. Contemporaneamente, sempre nel luglio 1974, ha raggiunto la vetta della classifica britannica rimanendovi per tre settimane, nei Paesi Bassi per otto settimane, in Norvegia per due settimane, in Svizzera, in Germania, in Australia, Canada, Italia, Austria, Nuova Zelanda e Svezia.

## Cover
Dell'album sono state incise alcune cover da artisti italiani o comunque attivi in Italia; la prima è del 1975, incisa da Ronnie Jones, la seconda del 1993, incisa da Beatrice Magnanensi per il programma televisivo Non è la RAI dove è stata interpretata da Angela Di Cosimo, pubblicata nella compilation Non è la Rai sTREnna, mentre la seconda è stata pubblicata nel 2004 da Spagna nel disco L'arte di arrangiarsi.